# Eleições estaduais no Rio Grande do Sul em 2006
As eleições estaduais no Rio Grande do Sul em 2006 aconteceram juntamente com as eleições federais no Brasil, em 1 de outubro e em 29 de outubro. Desde 1994, como resultado de uma emenda constitucional que reduziu o mandato presidencial para quatro anos, todas as eleições federais e estaduais no Brasil coincidiram. As eleições estaduais decidem governadores e os deputados estaduais para as Assembleias Legislativas. Também os membros do Congresso Nacional são eleitos por estado.
O atual governador do Rio Grande do Sul, Germano Rigotto, depois de uma tentativa frustrada de candidatura em nível federal, tentou a reeleição no estado mas perdeu já no 1° turno. Contra ele, entre outros, dois ex-governadores: Olívio Dutra (PT), ex-ministro das Cidades, já governou o estado entre 1999 e 2002; e Alceu de Deus Collares, deputado federal, foi governador entre 1991 e 1994. A vencedora foi a candidata Yeda Crusius.

## Candidatos

### Frente de Esquerda
Roberto Robaina, ex-marido de Luciana Genro, foi o candidato do PSOL, criado por dissidentes do PT, insatisfeitos com os rumos do governo federal. Além da cláusula de barreira, visa confirmar o apoio popular que o partido recebeu quando da sua fundação. Coligado com o PSTU (também uma dissidência do PT) e com o PCB.
| Cargo             | Partido | Número | Nome                    |
| ----------------- | ------- | ------ | ----------------------- |
| Governador        | PSOL    | 50     | Roberto Robaina         |
| Vice-Governador   | PCB     | -      | Humberto Sorio Júnior   |
| Senadora          | PSTU    | 161    | Vera Guasso             |
| Primeiro suplente | PSTU    | -      | Orlando Silva Filho     |
| Segundo suplente  | PSTU    | -      | Carlos Henrique Almeida |

### Frente Popular - A Força do Povo
O Partido dos Trabalhadores teve como candidato Olívio Dutra, governador em 1999 e 2002. Após perder a hegemonia de 16 anos em Porto Alegre, em 2004, o partido lançou seu principal nome no estado para voltar ao Piratini e recuperar a imagem do partido, abalada pelo Mensalão, no governo federal. Coligado com PCdoB.
| Cargo             | Partido | Número | Nome                |
| ----------------- | ------- | ------ | ------------------- |
| Governador        | PT      | 13     | Olívio Dutra        |
| Vice-Governadora  | PCdoB   | -      | Jussara Cony        |
| Senador           | PT      | 131    | Miguel Rossetto     |
| Primeira suplente | PT      | -      | Juçara Dutra Vieira |
| Segundo suplente  | PT      | -      | Alfredo Tatto       |

### Partido da Causa Operária
Lançou Guilherme Giordano a governador.
| Cargo             | Partido | Número | Nome                |
| ----------------- | ------- | ------ | ------------------- |
| Governador        | PCO     | 29     | Guilherme Giordano  |
| Vice-Governador   | PCO     | -      | Luiz Delvair Barros |
| Senador           | PCO     | 290    | Oscar de Souza      |
| Primeiro suplente | PCO     | -      | Marco Antonio Ávila |
| Segundo suplente  | PCO     | -      | Otto Weremchuk      |

### Partido Democrático Trabalhista
O partido concorreu com Alceu Collares, governador entre 1991 e 1994, em busca do prestígio que já gozaram no estado, terra natal do líder máximo e fundador da legenda, Leonel Brizola. Em chapa pura, além de governar em 1991 e 1994, o PDT participou do primeiro ano do governo Olívio Dutra (1999) e fizeram parte do governo Germano Rigotto da posse até o início de 2006.
| Cargo             | Partido | Número | Nome                |
| ----------------- | ------- | ------ | ------------------- |
| Governador        | PDT     | 12     | Alceu Collares      |
| Vice-Governador   | PDT     | -      | Pery Coelho         |
| Senador           | PDT     | 123    | Valmir Batista      |
| Primeiro suplente | PDT     | -      | Getúlio Vargas Neto |
| Segundo suplente  | PDT     | -      | João Batista Filho  |

### Partido Progressista
Teve como candidato Francisco Turra. Usar a força eleitoral que tem no interior do estado, principalmente na região sul, onde possui a maioria dos prefeitos. Fez parte do governo Rigotto, ao qual abandonou para lançar candidatura própria. Já havia governado o estado durante o governo militar, quando se chamava ARENA, e, pelo voto direto, entre 1983 e 1987, com Jair Soares, à época denominado PDS.
| Cargo             | Partido | Número | Nome               |
| ----------------- | ------- | ------ | ------------------ |
| Governador        | PP      | 11     | Francisco Turra    |
| Vice-Governador   | PP      | -      | João Dib           |
| Senadora          | PP      | 111    | Mônica Leal        |
| Primeiro suplente | PP      | -      | Paulo Roberto Bier |
| Segundo suplente  | PP      | -      | Gilmar Weber       |

### Partido Social Democrata Cristão
Pedro Couto foi o candidato.
| Cargo             | Partido | Número | Nome              |
| ----------------- | ------- | ------ | ----------------- |
| Governador        | PSDC    | 27     | Pedro Couto       |
| Vice-Governadora  | PSDC    | -      | Daniela Buchholz  |
| Senadora          | PSDC    | 272    | Odette Gonçalves  |
| Primeiro suplente | PSDC    | -      | José Luís Curço   |
| Segundo suplente  | PSDC    | -      | Aldo Luiz Mineiro |

### Partido Socialista Brasileiro
Beto Grill que já foi Deputado Estadual e Prefeito das cidades de São Lourenço do Sul e Cristal por dois mandatos, foi o candidato socialista. O partido buscou uma identidade eleitoral própria, se desvinculando do PT, tradicional aliado no estado. Quatro anos depois foi eleito vice-governador na chapa de Tarso Genro (PT).
| Cargo             | Partido | Número | Nome                   |
| ----------------- | ------- | ------ | ---------------------- |
| Governador        | PSB     | 40     | Beto Grill             |
| Vice-Governador   | PSB     | -      | Irani Medeiros         |
| Senador           | PSB     | 401    | João Batista Conceição |
| Primeiro suplente | PSB     | -      | Rubino Souza           |
| Segundo suplente  | PSB     | -      | Mário Pelz             |

### Partido Verde
Os verdes lançaram Edison Pereira ao Palácio Piratini, numa eleição onde seu principal objetivo é vencer a cláusula de barreira.
| Cargo             | Partido | Número | Nome               |
| ----------------- | ------- | ------ | ------------------ |
| Governador        | PV      | 43     | Edison Pereira     |
| Vice-Governador   | PV      | -      | Roberto Winkler    |
| Senador           | PV      | 430    | Nélson Vasconcelos |
| Primeira suplente | PV      | -      | Laís Rodrigues     |
| Segundo suplente  | PV      | -      | Ricardo Canabarro  |

### Rio Grande Afirmativo
O PSDB teve como candidata ao governo a deputada federal Yeda Crusius, que venceu a eleição. Coligou-se com PFL e PPS. O PPS almejava a candidatura própria, mas apoiou o PSDB no contexto das alianças nacionais de seu partido em torno da candidatura de Geraldo Alckmin. Nelson Proença, pré-candidato do PPS desistiu da candidatura na véspera do registro oficial. Junto com o Partido Popular Socialista, juntaram-se a coligação 8 partidos menores, que apoiavam a pré-candidatura de Proença, e formaram uma coligação proporcional paralela denominada "Levanta Rio Grande". PSDB e PFL são constantes aliados, não só em nível federal como estadual. A participação do PPS não surpreende no estado: formado principalmente por dissidentes do PMDB, o PPS esteve coligado com o PFL em 2002. O PSDB, que elegeu Antônio Hohlfeldt vice-governador na chapa de Rigotto em 2002, deixou o governo para lançar uma candidatura para representar oficialmente o palanque de Alckmin.
| Cargo             | Partido | Número | Nome                      |
| ----------------- | ------- | ------ | ------------------------- |
| Governadora       | PSDB    | 45     | Yeda Crusius              |
| Vice-Governador   | PFL     | -      | Paulo Feijó               |
| Senador           | PPS     | 234    | Mário Bernd               |
| Primeiro suplente | PPS     | -      | Arlindo Vargas            |
| Segunda suplente  | PPS     | -      | Carmem Carolina Menegalli |

### União Pelo Rio Grande
No governo, tentou mais quatro anos no Palácio Piratini. O PMDB, que encabeçava a chave, já governou o estado entre 1987 e 1991, com Pedro Simon, e entre 1995 e 1998, com Antônio Britto. Coligou-se com o PMN e com o PTB, partido da candidata a vice-governadora Sônia Santos.
| Cargo             | Partido | Número | Nome                 |
| ----------------- | ------- | ------ | -------------------- |
| Governador        | PMDB    | 15     | Germano Rigotto      |
| Vice-Governadora  | PTB     | -      | Sônia Santos         |
| Senador           | PMDB    | 151    | Pedro Simon          |
| Primeiro suplente | PTB     | -      | Elói Guimarães       |
| Segunda suplente  | PMDB    | -      | Maria da Graça Paiva |

### Governador - 1º Turno
| Candidatos a governador do estado | Candidatos a vice-governador | Número | Coligação                                                                            | Votação   | Percentual |
| --------------------------------- | ---------------------------- | ------ | ------------------------------------------------------------------------------------ | --------- | ---------- |
| Yeda Crusius PSDB                 | Paulo Feijó PFL              | 45     | Rio Grande Afirmativo (PSDB, PFL, PPS, PL, PSC, PRONA, PAN, PRTB, PHS, PTC, PT do B) | 2.037.923 | 32,90%     |
| Olívio Dutra PT                   | Jussara Cony PCdoB           | 13     | Frente Popular - A Força do Povo (PT, PCdoB)                                         | 1.696.243 | 27,39%     |
| Germano Rigotto PMDB              | Sônia Santos PTB             | 15     | União Pelo Rio Grande (PMDB, PTB, PMN)                                               | 1.679.902 | 27,12%     |
| Francisco Turra PP                | João Dib PP                  | 11     | —                                                                                    | 412.767   | 6,66%      |
| Alceu Collares PDT                | Pery Coelho PDT              | 12     | —                                                                                    | 229.639   | 3,71%      |
| Roberto Robaina PSOL              | Humberto Sorio Júnior PCB    | 50     | Frente de Esquerda (PSOL, PCB, PSTU)                                                 | 68.676    | 1,11%      |
| Beto Grill PSB                    | Irani Medeiros PSB           | 40     | —                                                                                    | 36.846    | 0,59%      |
| Edison Pereira PV                 | Roberto Winkler PV           | 43     | —                                                                                    | 27.321    | 0,44%      |
| Guilherme Giordano PCO            | Luiz Delvair Barros PCO      | 29     | —                                                                                    | 3.018     | 0,05%      |
| Pedro Couto PSDC                  | Daniela Buchholz PSDC        | 27     | —                                                                                    | 1.261     | 0,02%      |

### Governador - 2º Turno
| Candidatos a governador do estado | Candidatos a vice-governador | Número | Coligação                                                                            | Votação   | Percentual |
| --------------------------------- | ---------------------------- | ------ | ------------------------------------------------------------------------------------ | --------- | ---------- |
| Yeda Crusius PSDB                 | Paulo Feijó PFL              | 45     | Rio Grande Afirmativo (PSDB, PFL, PPS, PL, PSC, PRONA, PAN, PRTB, PHS, PTC, PT do B) | 3.377.973 | 53,94%     |
| Olívio Dutra PT                   | Jussara Cony PCdoB           | 13     | Frente Popular - A Força do Povo (PT, PCdoB)                                         | 2.884.092 | 46,06%     |

## Pesquisas

### Governador - 1º Turno
| Período da pesquisa | Instituto | Margem de erro | Candidato              | Candidato           | Candidato         | Candidato            | Candidato            | Candidato        | Candidato              | Candidato           | Candidato                | Candidato          | Brancos, Nulos e Indecisos |
| Período da pesquisa | Instituto | Margem de erro | Germano Rigotto (PMDB) | Yeda Crusius (PSDB) | Olívio Dutra (PT) | Francisco Turra (PP) | Alceu Collares (PDT) | Beto Grill (PSB) | Roberto Robaina (PSOL) | Edison Pereira (PV) | Guilherme Giordano (PCO) | Pedro Couto (PSDC) | Brancos, Nulos e Indecisos |
| ------------------- | --------- | -------------- | ---------------------- | ------------------- | ----------------- | -------------------- | -------------------- | ---------------- | ---------------------- | ------------------- | ------------------------ | ------------------ | -------------------------- |
| 19/06 a 22/06/2006  | Ibope     | ±3%            | 26%                    | 11%                 | 26%               | 3%                   | 8%                   | 0%               | 0%                     | 0%                  | 0%                       | 0%                 | 24%                        |
| 12/07 a 14/07/2006  | Methodus  | ±2,3%          | 28,9%                  | 16,9%               | 27,6%             | 3%                   | 9,6%                 | 0,9%             | 0,6%                   | 0,1%                | 0,3%                     | 0,3%               | 11,6%                      |
| 02/08 a 04/08/2006  | CPCP      | ±2,5%          | 28%                    | 12,8%               | 23,1%             | 3%                   | 9,6%                 | 1,6%             | 0,4%                   | 0,1%                | 0,3%                     | 0,3%               | 21,7%                      |
| 10/08 a 12/08/2006  | Methodus  | ±2,3%          | 26,6%                  | 14,1%               | 26,1%             | 3%                   | 8,6%                 | 0,4%             | 0,8%                   | 0,3%                | 0,4%                     | 0,3%               | 19,5%                      |
| 15/08 a 17/08/2006  | Ibope     | ±3%            | 28%                    | 15%                 | 21%               | 3%                   | 8%                   | 0%               | 1%                     | 0%                  | 0%                       | 0%                 | 24%                        |
| 28/08 a 30/08/2006  | Ibope     | ±3%            | 28%                    | 16%                 | 21%               | 3%                   | 8%                   | 1%               | 1%                     | 0%                  | 0%                       | 0%                 | 22%                        |
| 06/09 a 08/09/2006  | Methodus  | ±2,3%          | 32,7%                  | 22,5%               | 25,9%             | 4,9%                 | 5,7%                 | 0,6%             | 1,2%                   | 0,5%                | 0,4%                     | 0,1%               | 5,9%                       |
| 12/09 a 14/09/2006  | Ibope     | ±3%            | 30%                    | 17%                 | 26%               | 8%                   | 5%                   | 1%               | 0%                     | 0%                  | 0%                       | 0%                 | 13%                        |
| 27/09 a 29/09/2006  | CPCP      | ±1,7%          | 28,3%                  | 25,7%               | 22,2%             | 6,1%                 | 4,9%                 | 1%               | 0%                     | 0%                  | 0%                       | 0%                 | 11,4%                      |
| 27/09 a 29/09/2006  | Ibope     | ±2%            | 29%                    | 22%                 | 22%               | 7%                   | 5%                   | 1%               | 1%                     | 0%                  | 0%                       | 0%                 | 13%                        |

### Senado Federal
| Período da pesquisa | Instituto | Margem de erro | Candidato          | Candidato            | Candidato        | Candidato         | Candidato            | Candidato               | Candidato          | Candidato               | Candidato               | Candidato            | Brancos, Nulos e Indecisos |
| Período da pesquisa | Instituto | Margem de erro | Pedro Simon (PMDB) | Miguel Rossetto (PT) | Mônica Leal (PP) | Mário Bernd (PPS) | Valmir Batista (PDT) | Batista Conceição (PSB) | Vera Guasso (PSTU) | Nélson Vasconcelos (PV) | Odette Gonçalves (PSDC) | Oscar de Souza (PCO) | Brancos, Nulos e Indecisos |
| ------------------- | --------- | -------------- | ------------------ | -------------------- | ---------------- | ----------------- | -------------------- | ----------------------- | ------------------ | ----------------------- | ----------------------- | -------------------- | -------------------------- |
| 12/09 a 14/09/2006  | Ibope     | ±3%            | 42%                | 17%                  | 8%               | 5%                | 1%                   | 2%                      | 2%                 | 1%                      | 0%                      | 0%                   | 21%                        |
| 27/09 a 29/09/2006  | Ibope     | ±2%            | 38%                | 19%                  | 10%              | 9%                | 1%                   | 2%                      | 2%                 | 1%                      | 0%                      | 0%                   | 18%                        |

### Governador - 2º Turno
| Período da pesquisa | Instituto             | Margem de erro | Candidato           | Candidato         | Brancos, Nulos e Indecisos |
| Período da pesquisa | Instituto             | Margem de erro | Yeda Crusius (PSDB) | Olívio Dutra (PT) | Brancos, Nulos e Indecisos |
| ------------------- | --------------------- | -------------- | ------------------- | ----------------- | -------------------------- |
| 04/10 a 06/10/2006  | Ibope (votos totais)  | ±2%            | 63%                 | 29%               | 8%                         |
| 04/10 a 06/10/2006  | Ibope (votos válidos) | ±2%            | 68%                 | 32%               | -                          |
| 17/10 a 19/10/2006  | Ibope (votos totais)  | ±2%            | 55%                 | 35%               | 10%                        |
| 17/10 a 19/10/2006  | Ibope (votos válidos) | ±2%            | 62%                 | 38%               | -                          |
| 23/10 a 25/10/2006  | Methodus              | ±2,3%          | 49,2%               | 43,1%             | 7,8%                       |
| 25/10 a 26/10/2006  | CPCP (votos totais)   | ±2%            | 49,9%               | 42,2%             | 7,9%                       |
| 25/10 a 26/10/2006  | CPCP (votos válidos)  | ±2%            | 54,2%               | 45,8%             | -                          |
| 25/10 a 27/10/2006  | Ibope (votos totais)  | ±2%            | 49%                 | 40%               | 11%                        |
| 25/10 a 27/10/2006  | Ibope (votos válidos) | ±2%            | 53%                 | 47%               | -                          |

## Resultados

### Presidência da República
| Candidato(a)                   | Vice                            | 1º turno 1 de outubro de 2006 | 1º turno 1 de outubro de 2006 | 2º turno 29 de outubro de 2006 | 2º turno 29 de outubro de 2006 |
| Candidato(a)                   | Vice                            | Votação Fonte: TSE            | Votação Fonte: TSE            | Votação Fonte: TSE             | Votação Fonte: TSE             |
| Candidato(a)                   | Vice                            | Total                         | Percentagem                   | Total                          | Percentagem                    |
| ------------------------------ | ------------------------------- | ----------------------------- | ----------------------------- | ------------------------------ | ------------------------------ |
| Geraldo Alckmin (PSDB)         | José Jorge Lima (PFL)           | 3 460 730                     | 55,76%                        | 3 486 916                      | 55,35%                         |
| Luiz Inácio Lula da Silva (PT) | José Alencar (PRB)              | 2 052 656                     | 33,07%                        | 2 811 658                      | 44,65%                         |
| Heloísa Helena (PSOL)          | César Benjamin (PSOL)           | 439 959                       | 7,09%                         |                                |                                |
| Cristovam Buarque (PDT)        | Jefferson Péres (PDT)           | 239 437                       | 3,86%                         |                                |                                |
| Ana Maria Rangel (PRP)         | Delma Gama e Narcini (PRP)      | 7 658                         | 0,12%                         |                                |                                |
| José Maria Eymael (PSDC)       | José Paulo da Silva Neto (PSDC) | 3 602                         | 0,06%                         |                                |                                |
| Luciano Bivar (PSL)            | Américo de Souza (PSL)          | 2 699                         | 0,04%                         |                                |                                |
| Rui Costa Pimenta (PCO)        | Pedro Paulo Pinheiro (PCO)      | 0                             | 0,00%                         |                                |                                |
| Total de votos válidos         | Total de votos válidos          | 6 206 741                     | 92,96%                        | 6 297 574                      | 96,09%                         |
| → Votos em branco              | → Votos em branco               | 214 245                       | 3,21%                         | 108 626                        | 1,66%                          |
| → Votos nulos                  | → Votos nulos                   | 255 842                       | 3,83%                         | 147 382                        | 2,25%                          |
| Total                          | Total                           | 6 676 828                     | 86,15%                        | 6 553 582                      | 84,56%                         |
| Abstenções                     | Abstenções                      | 1 073 755                     | 13,85%                        | 1 197 001                      | 15,44%                         |
| Total de inscritos             | Total de inscritos              | 7 750 583                     | 100,00%                       | 7 750 583                      | 100,00%                        |

| Esquema Gráfico - Eleição Presidencial no RS em 2006 (1º Turno) | Esquema Gráfico - Eleição Presidencial no RS em 2006 (1º Turno) | Esquema Gráfico - Eleição Presidencial no RS em 2006 (1º Turno) | Esquema Gráfico - Eleição Presidencial no RS em 2006 (1º Turno) | Esquema Gráfico - Eleição Presidencial no RS em 2006 (1º Turno) |
| --------------------------------------------------------------- | --------------------------------------------------------------- | --------------------------------------------------------------- | --------------------------------------------------------------- | --------------------------------------------------------------- |
|                                                                 |                                                                 |                                                                 |                                                                 |                                                                 |
| Geraldo Alckmin                                                 | Geraldo Alckmin                                                 |                                                                 | 55,76%                                                          | 55,76%                                                          |
| Lula da Silva                                                   | Lula da Silva                                                   |                                                                 | 33,07%                                                          | 33,07%                                                          |
| Heloísa Helena                                                  | Heloísa Helena                                                  |                                                                 | 7,09%                                                           | 7,09%                                                           |
| Cristovam Buarque                                               | Cristovam Buarque                                               |                                                                 | 3,86%                                                           | 3,86%                                                           |
| Ana Maria Rangel                                                | Ana Maria Rangel                                                |                                                                 | 0,12%                                                           | 0,12%                                                           |
| José Maria Eymael                                               | José Maria Eymael                                               |                                                                 | 0,06%                                                           | 0,06%                                                           |
| Luciano Bivar                                                   | Luciano Bivar                                                   |                                                                 | 0,04%                                                           | 0,04%                                                           |
| Rui Costa Pimenta                                               | Rui Costa Pimenta                                               |                                                                 | 0,00%                                                           | 0,00%                                                           |

| Esquema Gráfico - Eleição Presidencial no RS em 2006 (2º Turno) | Esquema Gráfico - Eleição Presidencial no RS em 2006 (2º Turno) | Esquema Gráfico - Eleição Presidencial no RS em 2006 (2º Turno) | Esquema Gráfico - Eleição Presidencial no RS em 2006 (2º Turno) | Esquema Gráfico - Eleição Presidencial no RS em 2006 (2º Turno) |
| --------------------------------------------------------------- | --------------------------------------------------------------- | --------------------------------------------------------------- | --------------------------------------------------------------- | --------------------------------------------------------------- |
|                                                                 |                                                                 |                                                                 |                                                                 |                                                                 |
| Geraldo Alckmin                                                 | Geraldo Alckmin                                                 |                                                                 | 55,35%                                                          | 55,35%                                                          |
| Lula da Silva                                                   | Lula da Silva                                                   |                                                                 | 44,65%                                                          | 44,65%                                                          |

### Governo do Estado
| Candidato(a)             | Vice                        | 1º turno 1 de outubro de 2006 | 1º turno 1 de outubro de 2006 | 2º turno 29 de outubro de 2006 | 2º turno 29 de outubro de 2006 |
| Candidato(a)             | Vice                        | Votação Fonte: TSE            | Votação Fonte: TSE            | Votação Fonte: TSE             | Votação Fonte: TSE             |
| Candidato(a)             | Vice                        | Total                         | Percentagem                   | Total                          | Percentagem                    |
| ------------------------ | --------------------------- | ----------------------------- | ----------------------------- | ------------------------------ | ------------------------------ |
| Yeda Crusius (PSDB)      | Paulo Feijó (PFL)           | 2 037 923                     | 32,90%                        | 3 377 973                      | 53,94%                         |
| Olívio Dutra (PT)        | Jussara Cony (PCdoB)        | 1 696 243                     | 27,39%                        | 2 884 092                      | 46,06%                         |
| Germano Rigotto (PMDB)   | Sônia Santos (PTB)          | 1 679 902                     | 27,12%                        |                                |                                |
| Francisco Turra (PP)     | João Dib (PP)               | 412 767                       | 6,66%                         |                                |                                |
| Alceu Collares (PDT)     | Pery Coelho (PDT)           | 229 639                       | 3,71%                         |                                |                                |
| Roberto Robaina (PSOL)   | Humberto Sorio Júnior (PCB) | 68 676                        | 1,11%                         |                                |                                |
| Beto Grill (PSB)         | Irani Medeiros (PSB)        | 36 846                        | 0,59%                         |                                |                                |
| Edison Pereira (PV)      | Roberto Winkler (PV)        | 27 321                        | 0,44%                         |                                |                                |
| Guilherme Giordano (PCO) | Luiz Delvair Barros (PCO)   | 3 018                         | 0,05%                         |                                |                                |
| Pedro Couto (PSDC)       | Daniela Buchholz (PSDC)     | 1 261                         | 0,02%                         |                                |                                |
| Total de votos válidos   | Total de votos válidos      | 6 193 596                     | 92,96%                        | 6 262 065                      | 95,55%                         |
| → Votos em branco        | → Votos em branco           | 290 919                       | 4,36%                         | 162 821                        | 1,96%                          |
| → Votos nulos            | → Votos nulos               | 192 313                       | 2,88%                         | 162 821                        | 2,48%                          |
| Total                    | Total                       | 6 676 828                     | 86,15%                        | 6 553 582                      | 84,56%                         |
| Abstenções               | Abstenções                  | 1 073 755                     | 13,85%                        | 1 197 001                      | 15,44%                         |
| Total de inscritos       | Total de inscritos          | 7 750 583                     | 100,00%                       | 7 750 583                      | 100,00%                        |

| Esquema Gráfico - Eleição para o Governo do RS em 2006 (1º Turno) | Esquema Gráfico - Eleição para o Governo do RS em 2006 (1º Turno) | Esquema Gráfico - Eleição para o Governo do RS em 2006 (1º Turno) | Esquema Gráfico - Eleição para o Governo do RS em 2006 (1º Turno) | Esquema Gráfico - Eleição para o Governo do RS em 2006 (1º Turno) |
| ----------------------------------------------------------------- | ----------------------------------------------------------------- | ----------------------------------------------------------------- | ----------------------------------------------------------------- | ----------------------------------------------------------------- |
|                                                                   |                                                                   |                                                                   |                                                                   |                                                                   |
| Yeda Crusius                                                      | Yeda Crusius                                                      |                                                                   | 32,90%                                                            | 32,90%                                                            |
| Olívio Dutra                                                      | Olívio Dutra                                                      |                                                                   | 27,39%                                                            | 27,39%                                                            |
| Germano Rigotto                                                   | Germano Rigotto                                                   |                                                                   | 27,12%                                                            | 27,12%                                                            |
| Francisco Turra                                                   | Francisco Turra                                                   |                                                                   | 6,66%                                                             | 6,66%                                                             |
| Alceu Collares                                                    | Alceu Collares                                                    |                                                                   | 3,71%                                                             | 3,71%                                                             |
| Roberto Robaina                                                   | Roberto Robaina                                                   |                                                                   | 1,11%                                                             | 1,11%                                                             |
| Beto Grill                                                        | Beto Grill                                                        |                                                                   | 0,59%                                                             | 0,59%                                                             |
| Edison Pereira                                                    | Edison Pereira                                                    |                                                                   | 0,44%                                                             | 0,44%                                                             |
| Guilherme Giordano                                                | Guilherme Giordano                                                |                                                                   | 0,05%                                                             | 0,05%                                                             |
| Pedro Couto                                                       | Pedro Couto                                                       |                                                                   | 0,02%                                                             | 0,02%                                                             |

| Esquema Gráfico - Eleição para o Governo do RS em 2006 (2º Turno) | Esquema Gráfico - Eleição para o Governo do RS em 2006 (2º Turno) | Esquema Gráfico - Eleição para o Governo do RS em 2006 (2º Turno) | Esquema Gráfico - Eleição para o Governo do RS em 2006 (2º Turno) | Esquema Gráfico - Eleição para o Governo do RS em 2006 (2º Turno) |
| ----------------------------------------------------------------- | ----------------------------------------------------------------- | ----------------------------------------------------------------- | ----------------------------------------------------------------- | ----------------------------------------------------------------- |
|                                                                   |                                                                   |                                                                   |                                                                   |                                                                   |
| Yeda Crusius                                                      | Yeda Crusius                                                      |                                                                   | 53,94%                                                            | 53,94%                                                            |
| Olívio Dutra                                                      | Olívio Dutra                                                      |                                                                   | 46,06%                                                            | 46,06%                                                            |

### Senado Federal
| Candidato(a)                 | Suplentes                                                 | 1º turno 1 de outubro de 2006 | 1º turno 1 de outubro de 2006 |
| Candidato(a)                 | Suplentes                                                 | Votação Fonte: TSE            | Votação Fonte: TSE            |
| Candidato(a)                 | Suplentes                                                 | Total                         | Percentagem                   |
| ---------------------------- | --------------------------------------------------------- | ----------------------------- | ----------------------------- |
| Pedro Simon (PMDB)           | Elói Guimarães (PTB) Maria da Graça Paiva (PMDB)          | 1 862 560                     | 33,93%                        |
| Miguel Rossetto (PT)         | Juçara Dutra Vieira (PT) Alfredo Tatto (PT)               | 1 549 768                     | 28,23%                        |
| Mônica Leal (PP)             | Paulo Roberto Bier (PP) Gilmar Weber (PP)                 | 854 700                       | 15,57%                        |
| Mário Bernd (PPS)            | Arlindo Vargas (PPS) Carmem Carolina Menegalli (PPS)      | 810 853                       | 14,77%                        |
| Valmir Batista (PDT)         | Getúlio Vargas Neto (PDT) João Batista Filho (PDT)        | 204 408                       | 3,72%                         |
| João Batista Conceição (PSB) | Rubino Souza (PSB) Mário Pelz (PSB)                       | 110 857                       | 2,02%                         |
| Vera Guasso (PSTU)           | Orlando Silva Filho (PSTU) Carlos Henrique Almeida (PSTU) | 48 390                        | 0,88%                         |
| Nélson Vasconcelos (PV)      | Laís Rodrigues (PV) Ricardo Canabarro (PV)                | 42 877                        | 0,78%                         |
| Odette Gonçalves (PSDC)      | José Luís Curço (PSDC) Aldo Luiz Mineiro (PSDC)           | 3 495                         | 0,06%                         |
| Oscar de Souza (PCO)         | Marco Antonio Ávila (PCO) Otto Weremchuk (PCO)            | 2 198                         | 0,04%                         |
| Total de votos válidos       | Total de votos válidos                                    | 5 490 106                     | 82,23%                        |
| → Votos em branco            | → Votos em branco                                         | 668 649                       | 10,01%                        |
| → Votos nulos                | → Votos nulos                                             | 518 073                       | 7,76%                         |
| Total                        | Total                                                     | 6 676 828                     | 86,15%                        |
| Abstenções                   | Abstenções                                                | 1 073 755                     | 13,85%                        |
| Total de inscritos           | Total de inscritos                                        | 7 750 583                     | 100,00%                       |

| Esquema Gráfico - Eleição para o Senado Federal no RS em 2006 | Esquema Gráfico - Eleição para o Senado Federal no RS em 2006 | Esquema Gráfico - Eleição para o Senado Federal no RS em 2006 | Esquema Gráfico - Eleição para o Senado Federal no RS em 2006 | Esquema Gráfico - Eleição para o Senado Federal no RS em 2006 |
| ------------------------------------------------------------- | ------------------------------------------------------------- | ------------------------------------------------------------- | ------------------------------------------------------------- | ------------------------------------------------------------- |
|                                                               |                                                               |                                                               |                                                               |                                                               |
| Pedro Simon                                                   | Pedro Simon                                                   |                                                               | 33,93%                                                        | 33,93%                                                        |
| Miguel Rossetto                                               | Miguel Rossetto                                               |                                                               | 28,23%                                                        | 28,23%                                                        |
| Mônica Leal                                                   | Mônica Leal                                                   |                                                               | 15,57%                                                        | 15,57%                                                        |
| Mário Bernd                                                   | Mário Bernd                                                   |                                                               | 14,77%                                                        | 14,77%                                                        |
| Valmir Batista                                                | Valmir Batista                                                |                                                               | 3,72%                                                         | 3,72%                                                         |
| Batista Conceição                                             | Batista Conceição                                             |                                                               | 2,02%                                                         | 2,02%                                                         |
| Vera Guasso                                                   | Vera Guasso                                                   |                                                               | 0,88%                                                         | 0,88%                                                         |
| Nélson Vasconcelos                                            | Nélson Vasconcelos                                            |                                                               | 0,78%                                                         | 0,78%                                                         |
| Odette Gonçalves                                              | Odette Gonçalves                                              |                                                               | 0,06%                                                         | 0,06%                                                         |
| Oscar de Souza                                                | Oscar de Souza                                                |                                                               | 0,04%                                                         | 0,04%                                                         |

## Deputados Federais
Foram eleitos trinta e um (31) deputados federais pelo Rio Grande do Sul. 

Representação eleita
  PT: 7
  PP: 5
  PMDB: 5
  PDT: 3
  PTB: 3
  PSDB: 2
  PFL: 2
  PCdoB: 1
  PSOL: 1
  PSB: 1
  PPS: 1

Fonteː
| Candidato (a)               | Nº   | Coligação                                         | Votos   | %     |
| --------------------------- | ---- | ------------------------------------------------- | ------- | ----- |
| Manuela d'Ávila (PCdoB)     | 6565 | Frente Popular - A Força do Povo PT / PCdoB       | 271.939 | 4,56% |
| Luis Carlos Heinze (PP)     | 1144 | PP                                                | 205.734 | 3,45% |
| José Otávio Germano (PP)    | 1112 | PP                                                | 195.822 | 3,28% |
| Luciana Genro (PSOL)        | 5050 | Frente de Esquerda Rio Grande PSOL / PCB          | 185.071 | 3,10% |
| Beto Albuquerque (PSB)      | 4040 | PSB                                               | 174.774 | 2,93% |
| Vilson Covatti (PP)         | 1111 | PP                                                | 168.320 | 2,83% |
| Júlio Redecker (PSDB)       | 4511 | União Rio Grande Afirmativo PSDB / PFL / PL / PPS | 157.745 | 2,65% |
| Eliseu Padilha (PMDB)       | 1566 | PMDB                                              | 140.494 | 2,36% |
| Pepe Vargas (PT)            | 1301 | Frente Popular - A Força do Povo PT / PCdoB       | 124.686 | 2,09% |
| Mendes Ribeiro Filho (PMDB) | 1510 | PMDB                                              | 115.245 | 1,93% |
| Onyx Lorenzoni (PFL)        | 2522 | União Rio Grande Afirmativo PSDB / PFL / PL / PPS | 112.764 | 1,89% |
| Maria do Rosário (PT)       | 1370 | Frente Popular - A Força do Povo PT / PCdoB       | 110.081 | 1,85% |
| Pompeo de Mattos (PDT)      | 1221 | PDT                                               | 106.963 | 1,80% |
| Tarcisio Zimmermann (PT)    | 1300 | Frente Popular - A Força do Povo PT / PCdoB       | 106.659 | 1,79% |
| Paulo Pimenta (PT)          | 1307 | Frente Popular - A Força do Povo PT / PCdoB       | 104.430 | 1,75% |
| Osmar Terra (PMDB)          | 1522 | PMDB                                              | 101.695 | 1,71% |
| Vieira da Cunha (PDT)       | 1212 | PDT                                               | 100.057 | 1,68% |
| Darcísio Perondi (PMDB)     | 1502 | PMDB                                              | 94.051  | 1,58% |
| Henrique Fontana (PT)       | 1313 | Frente Popular - A Força do Povo PT / PCdoB       | 90.549  | 1,52% |
| Sérgio Moraes (PTB)         | 1412 | PTB/PMN PTB / PMN                                 | 86.229  | 1,45% |
| Paulo Roberto Pereira (PTB) | 1433 | PTB/PMN PTB / PMN                                 | 84.123  | 1,41% |
| Ibsen Pinheiro (PMDB)       | 1511 | PMDB                                              | 76.165  | 1,28% |
| Germano Bonow (PFL)         | 2555 | União Rio Grande Afirmativo PSDB / PFL / PL / PPS | 73.405  | 1,23% |
| Marco Maia (PT)             | 1314 | Frente Popular - A Força do Povo PT / PCdoB       | 70.983  | 1,19% |
| Adão Pretto (PT)            | 1355 | Frente Popular - A Força do Povo PT / PCdoB       | 70.491  | 1,18% |
| Renato Molling (PP)         | 1122 | PP                                                | 69.959  | 1,17% |
| Afonso Hamm (PP)            | 1166 | PP                                                | 65.297  | 1,10% |
| Enio Bacci (PDT)            | 1277 | PDT                                               | 61.524  | 1,03% |
| Ruy Pauletti (PSDB)         | 4500 | União Rio Grande Afirmativo PSDB / PFL / PL / PPS | 57.064  | 0,96% |
| Nelson Proença (PPS)        | 2300 | União Rio Grande Afirmativo PSDB / PFL / PL / PPS | 53.689  | 0,95% |
| Luiz Carlos Busato (PTB)    | 1445 | PTB/PMN PTB / PMN                                 | 44.472  | 0,75% |

Obs.: A tabela acima mostra somente os deputados federais eleitos.

## Deputados Estaduais
Foram eleitos cinquenta e cinco (55) deputados estaduais no estado.

Representação eleita
  PT: 10
  PP: 9
  PMDB: 9
  PDT: 7
  PTB: 5
  PSDB: 5
  PPS: 4
  PFL: 3
  PSB: 2
  PCdoB: 1

Fonteː
| Candidato (a)                  | Nº    | Coligação                                   | Votos   | %     |
| ------------------------------ | ----- | ------------------------------------------- | ------- | ----- |
| Paulo Borges (PFL)             | 25000 | PFL                                         | 113.151 | 1,89% |
| Paulo Odone (PPS)              | 23023 | PSDB / PPS PSDB / PPS                       | 83.680  | 1,40% |
| Raul Pont (PT)                 | 13400 | Frente Popular - A Força do Povo PT / PCdoB | 73.286  | 1,22% |
| Frederico Antunes (PP)         | 11122 | PP                                          | 72.721  | 1,22% |
| Jerônimo Goergen (PP)          | 11411 | PP                                          | 69.550  | 1,16% |
| Luís Augusto Lara (PTB)        | 14789 | PTB / PMN                                   | 68.964  | 1,15% |
| Carlos Gomes (PPS)             | 23300 | PSDB / PPS PSDB / PPS                       | 66.454  | 1,11% |
| Silvana Covatti (PP)           | 11111 | PP                                          | 65.547  | 1,10% |
| Giovani Cherini (PDT)          | 12125 | PDT                                         | 64.523  | 1,08% |
| Alceu Moreira (PMDB)           | 15000 | PMDB                                        | 61.153  | 1,02% |
| Daniel Bordignon (PT)          | 13010 | Frente Popular - A Força do Povo PT / PCdoB | 59.712  | 1,00% |
| Heitor Schuch (PSB)            | 40125 | PSB                                         | 59.397  | 0,99% |
| Stela Farias (PT)              | 13113 | Frente Popular - A Força do Povo PT / PCdoB | 55.229  | 0,92% |
| Iradir Pietroski (PTB)         | 14191 | PTB / PMN                                   | 54.884  | 0,92% |
| Marisa Formolo (PT)            | 13123 | Frente Popular - A Força do Povo PT / PCdoB | 54.496  | 0,91% |
| Luiz Fernando Záchia (PMDB)    | 15640 | PMDB                                        | 53.972  | 0,90% |
| João Fischer (PP)              | 11112 | PP                                          | 53.654  | 0,90% |
| Dionilso Marcon (PT)           | 13655 | Frente Popular - A Força do Povo PT / PCdoB | 53.154  | 0,89% |
| Marco Alba (PMDB)              | 15234 | PMDB                                        | 52.147  | 0,87% |
| Marco Peixoto (PP)             | 11444 | PP                                          | 51.411  | 0,86% |
| Francisco Appio (PP)           | 11222 | PP                                          | 49.584  | 0,83% |
| Márcio Biolchi (PMDB)          | 15500 | PMDB                                        | 49.268  | 0,82% |
| Kalil Sehbe (PDT)              | 12345 | PDT                                         | 47.438  | 0,79% |
| Nelson Marchezan Júnior (PSDB) | 45451 | PSDB / PPS PSDB / PPS                       | 45.604  | 0,76% |
| Alexandre Postal (PMDB)        | 15150 | PMDB                                        | 44.816  | 0,75% |
| Pedro Westphalen (PP)          | 11233 | PP                                          | 44.079  | 0,74% |
| Edson Brum (PMDB)              | 15200 | PMDB                                        | 43.917  | 0,73% |
| Elvino Bohn Gass (PT)          | 13120 | Frente Popular - A Força do Povo PT / PCdoB | 43.770  | 0,73% |
| Adroaldo Loureiro (PDT)        | 12412 | PDT                                         | 43.702  | 0,73% |
| Kelly Moraes (PTB)             | 14112 | PTB / PMN                                   | 43.316  | 0,72% |
| Mano Changes (PP)              | 11013 | PP                                          | 42.671  | 0,71% |
| Adolfo Brito (PP)              | 11240 | PP                                          | 41.898  | 0,70% |
| Raul Carrion (PCdoB)           | 65123 | Frente Popular - A Força do Povo PT / PCdoB | 41.549  | 0,69% |
| Aloísio Classmann (PTB)        | 14200 | PTB / PMN                                   | 40.668  | 0,68% |
| Gerson Burmann (PDT)           | 12312 | PDT                                         | 40.050  | 0,67% |
| Adilson Troca (PSDB)           | 45123 | PSDB / PPS PSDB / PPS                       | 39.292  | 0,66% |
| Fabiano Pereira (PT)           | 13607 | Frente Popular - A Força do Povo PT / PCdoB | 38.900  | 0,65% |
| José Sperotto (PFL)            | 25125 | PFL                                         | 37.904  | 0,63% |
| Gilberto Capoani (PMDB)        | 15160 | PMDB                                        | 36.769  | 0,61% |
| Ivar Pavan (PT)                | 13240 | Frente Popular - A Força do Povo PT / PCdoB | 36.720  | 0,61% |
| Alberto Oliveira (PMDB)        | 15215 | PMDB                                        | 36.516  | 0,61% |
| Ronaldo Zülke (PT)             | 13413 | Frente Popular - A Força do Povo PT / PCdoB | 35.844  | 0,60% |
| Nélson Härter (PMDB)           | 15602 | PMDB                                        | 35.747  | 0,60% |
| Paulo Brum (PSDB)              | 45122 | PSDB / PPS PSDB / PPS                       | 35.478  | 0,59% |
| Rossano Gonçalves (PDT)        | 12612 | PDT                                         | 33.809  | 0,57% |
| Adão Villaverde (PT)           | 13013 | Frente Popular - A Força do Povo PT / PCdoB | 31.460  | 0,53% |
| Paulo Azeredo (PDT)            | 12244 | PDT                                         | 31.158  | 0,52% |
| Luciano Azevedo (PPS)          | 23200 | PSDB / PPS PSDB / PPS                       | 30.929  | 0,52% |
| Marquinho Lang (PFL)           | 25678 | PFL                                         | 30.620  | 0,51% |
| Pedro Ozório Pereira (PSDB)    | 45600 | PSDB / PPS PSDB / PPS                       | 28.733  | 0,48% |
| Gilmar Sossella (PDT)          | 12333 | PDT                                         | 26.535  | 0,44% |
| Berfran Rosado (PPS)           | 23123 | PSDB / PPS PSDB / PPS                       | 25.141  | 0,42% |
| Zilá Breitenbach (PSDB)        | 45345 | PSDB / PPS PSDB / PPS                       | 25.106  | 0,42% |
| Cassiá Carpes (PTB)            | 14620 | PTB / PMN                                   | 23.430  | 0,39% |
| Miki Breier (PSB)              | 40400 | PSB                                         | 21.823  | 0,36% |

Obs.: A tabela acima mostra somente os deputados federais eleitos.